# Jardin des Géants
Le jardin des Géants est un jardin ouvert au public, situé à Lille et à La Madeleine, dans le département du Nord, près de l'ancien siège de la Métropole européenne de Lille, auquel il appartient. Ce parc a été construit en 2003.

## Caractéristiques
Le jardin, construit sur un ancien grand parking désormais enterré, suit une logique de développement durable et de renouvellement urbain. Par ailleurs, le bâtiment technique est recouvert d'une structure permettant le développement d'une plante grimpante afin d'en masquer la vue et de marquer la prédominance de la nature dans cet espace.
Le nom du jardin et les têtes géantes en osier à armatures métalliques rappellent les traditions des Géants du Nord de la France et de la Belgique.
Le jardin est aménagé en plusieurs sous-ensembles dont, côté lillois, le Parvis des nuages et côté madeleinois, l'Herbe des géants, le Jardin des sources (allée des têtes cracheuses et allée des brumes) et le labyrinthe des murmures. 
Par sa disposition interne, la disposition de ses murs végétalisés, ce parc invite ses visiteurs à goûter à ses différentes ambiances grâce à ses chemins d'eau, sa pierre bleue, ses gargouilles, ses plantations (dont bambous et magnolias), sa tour-restaurant et sa serre-tour haute de seize mètres.
Il a obtenu le label de Jardin remarquable du ministère de la Culture en 2021.